# Nyikolaj Alekszejevics Nyekraszov
Nyikolaj Alekszejevics Nyekraszov (orosz nyelven: Николай Алексеевич Некрасов, – Nyemirov, Podolszki kormányzóság, 1821. november 28. /december 10./ – Szentpétervár, 1877. december 27. /1878. január 8./) orosz költő, író, lapkiadó és szerkesztő. A 19. század közepén a társadalmi elkötelezettségű orosz demokrata költészet legnagyobb képviselője.

## Élete
Az Orosz Birodalom Podolszki kormányzóságában (a mai Ukrajna Vinnicjai területén) lévő Nyemirovban született (ukránul: Неми́рів, lengyelül: Niemirów). Elszegényedett nemesi családból származott, tizennégyen voltak testvérek. Nagyapjuk csaknem egész vagyonát elvesztette kártyán, katonatiszt apjuk pedig nyugdíjazása után, 1825-ben családjával a megmaradt birtokra, a Volga parti Gresnyevo faluba költözött (ma: Oroszország Jaroszlavli területén). A költő anyja tehetős lengyel polgári családból származott, iskolázott asszony volt.
Nyikolaj Nyekraszov Gresnyevóban töltötte gyermekkorát. Ott szembesült apja durva, erőszakos természetével, jobbágyaival szembeni önkényeskedésével. 1832-től 1837-ig a jaroszlavli gimnáziumban tanult. 1838-ban Szentpéterváron felvételét kérte az egyetemre, de vizsgája nem sikerült. Apja akarata ellenére, anyagi támogatásától megfosztva a fővárosban maradt és „önkéntesként” látogatta az egyetem előadásait (1839–1840). Két-három éven át nélkülözött, alig tudta megélhetését biztosítani, néha „éjjeli menedékhelyen” lakott, majd óraadásból élt. A nélkülözés megedzette és nem egészen tiszta, „praktikus” megoldások keresésére szoktatta.
Közben már írt prózát, színpadi bohózatot és verseket is. Első megjelent verseskötetét (Mecsti i zvuki, 1841) vegyesen fogadták. 1843-ban almanachok kiadásával kezdett foglalkozni. Ezek egyikében jelent meg többek között Dosztojevszkij első regénye, a Szegény emberek. 1847 elején I. I. Panajevvel együtt (aki jelentős összeget kölcsönzött) bérbe vette, majd színvonalas kiadvánnyá emelte a Szovremennyik című folyóiratot. Ebben jelent meg folytatásokban két (mérsékelt színvonalú) kalandregénye is, melyeket szerelmével, A. Ja. Panajevával (I. I. Panajev feleségével) együtt írt. A folyóirat irányvonala Csernisevszkij belépésével (1854–1862) megváltozott és egyre inkább hangot adott az ún. forradalmi demokraták nézeteinek. A belső ellentétek miatt a szerkesztőség felbomlott, néhány munkatársa távozott, köztük Turgenyev is, aki 1861-ben végleg szakított Nyekraszovval. A cár elleni merénylet után, 1866-ban a Szovremennyiket megszüntették.
Ekkor Nyekraszov bérbe vette az Otyecsesztvennije Zapiszki (Hazai jegyzetek) című folyóiratot, amelynek munkatársa lett Szaltikov-Scsedrin is. Utolsó éveiben a Ki él boldogan Oroszországban? című nagy elbeszélő költeményén dolgozott, de már nem tudta az összes tervezett részt elkészíteni. 1875 elején jelentkezett és hosszan elhúzódott súlyos betegsége. Temetésén Dosztojevszkij is jelen volt és beszédben búcsúzott tőle.

### Magánélete
Bár fővárosi élete nélkülözéssel kezdődött, Nyekraszov az 1850-es évek közepére Szentpétervár egyik jómódú, befolyásos személyisége lett. Tagja volt az arisztokraták Angol Klubjának, kiadója a legjobb irodalmi folyóiratnak; szenvedélyes vadász és kártyajátékos volt (mint apja és nagyapja): nagy vadászatokat szervezett és komoly összegeket vesztett, de többnyire nyert el a kártyapartikon.
Szerelmét, A. Ja. Panajevát néha Nyekraszov feleségeként említik, „akihez polgári házasság fűzte, mert a pravoszláv egyház az elvált személyek – ezúttal Panajeva – második házasságát nem szentesítette.” K. I. Csukovszkij orosz, szovjet író 1920-as évek közepén keletkezett elemző írásában azonban nincs szó válásáról, ellenkezőleg: az asszony I. I. Panajev felesége maradt annak haláláig (1862), miközben 15 éven át tartó viharos, szakításokkal tarkított szerelmi kapcsolatban (mai fogalmaink szerint talán: élettársi kapcsolatban) állt Nyekraszovval, aki sokáig náluk lakott. Gyermekük is született, de az újszülött szinte azonnal meghalt. Panajev halála után Nyekraszov nem tett házassági ajánlatot, így az asszony később máshoz ment férjhez. Nyekraszovnak egy francia színésznővel volt kapcsolata, majd feleségül vett egy egyszerű vidéki lányt (1870), akit verseiben Zinának nevezett.

## Irodalmi munkássága
Pályája kezdetén sokféle műfajjal próbálkozott. Írt lírai verseket, balladát, színpadi bohózatot, elbeszéléseket, sőt regényt is, amely befejezetlen maradt (Zsizny i pohozsgyenyija Tyihona Trosztnyikova, 1843–1848). Első kis verseskötete (Mecsti i zvuki, 1841) főként vadromantikus költeményekből és utánérzésekből állt, nem is volt sikere. Belinszkij elmarasztaló kritikával illette, de később ugyanő felkarolta a fiatal költőt. 1856-ban megjelent verseskötetét (Ny. Nyekraszov költeményei) már általános elismerés fogadta.
Líráját meghatározta indulása: az orosz vidék, ahonnan érkezett és ahová később is vissza-visszatért. Az önéletrajzi motívumok sok versében megjelennek. Földbirtokos ősei „dőre életével” és az apai önkénnyel való leszámolás egyik korai, nagyhatású verse a Szülőföld (Rogyina),
hol úgy rendeltetett, hogy meglássam a földet,
hol megtanultam azt, hogy tűrjek és gyülöljek…
(…)
hol szabadon csupán egy ember élhetett:
ki eltiprója volt az összes többinek…
(Szülőföld, 1846)
Költészetének egyik központi témája a falu, az orosz paraszt nyomorúságos helyzete. Ezt énekli meg lírai verseiben: Útközben (V doroge, 1845), Falun (V gyerevnye, 1845), Trojka (A trojka,1846), Lábon maradt vetés (Nyeszzsataja polosza, 1854); és elbeszélő költeményekben is: A vándor árusok (Korobejnyiki, 1861). Nemcsak együttérzett a falu népével, hanem – nemesi származása ellenére – azonosulni igyekezett velük: a nevükben és a nyelvükön beszélt. A jobbágyfelszabadítás körüli időkben indulatos, számonkérő hangja felerősödik; így ír pl. az orosz muzsikról:
Csupa sóhaj a sorsa a réten,
rabigában a bánya ölében,
sürü láncra kötözve, vakon,
kocsialjban a sztyeppei éjben,
úri szérükön, asztagokon,
nyomorult odujába huzódva,
hol a nap sose érheti őt,
süket városokon, s virradóra
a birák palotái előtt.
(Gondolatok egy palota főbejáratánál, 1859)
Kevés városi témájú versében, Az utcán (Na ulice, 1850) és Az idő (O pogogye, 1859) ciklusokban szánalmas „kisemberek”, ködös utcai tájak, szomorú életképek jelennek meg. Ezekkel a versekkel kezdődik az orosz városi költészet, amely később, a 20. század elején teljesedik ki.
Nyekraszov költészetében visszatérő motívum a női sors: vagy a szeretett anyja alakjában (Az anya); vagy egyéni tragédiákban: Este, ha járok; Orina, a katona anyja; vagy felmagasztosítva az Orosz asszonyok című későbbi poémában. Az ún. „Panajev ciklus” versei pedig a költő és élettársa gyötrődő-boldog szerelméről tanúskodnak, „egészen új és egyéni színezetet ad[va] ennek a lírának.”
Verseiben mindenütt jelen van a természet, és visszatérő elem a Volga képe. Egyik legismertebb költeménye, A Volgán (Na Volge) egy poéma első részének készült, de végül önálló műként jelent meg 1861-ben. Benne a költő gyermekkori élményére emlékezik, amikor először látott hajóvontató embereket (burlaki) a szeretett folyón:
Ó, sírtam, sírtam féktelen,
azon a gyászos reggelen,
s a kedves partról nézve le
vized először lett nekem
a bánat és rabság neve.
Ez a jellegzetes, „zokogásokkal átszőtt moralizáló hang” sok költeményét jellemzi és esetenként lelkiismeretfurdalással, a „hibáit” megbánó költői magatartással jár együtt (pl. Ricar na csasz, nyers fordításban: 'Lovag egy órára' című poémájában). Verseiben patetikus és a prózához közelítő hétköznapi elemek keverednek. „Hangja nem nagyon változatos, de nagy műfaji gazdagsággal variálja mondanivalóját: új társadalmi tartalommal telt dalok zsánerképszerű verses elbeszélésekkel váltakoznak, szatirikus ciklusokat nagy poémák követnek.”
A szatíra iránti hajlamát mutatja pl. a Bölcsődal (Kolibelnyaja pesznya, 1845), az Erkölcsös ember (Nravsztvennij cselovek) vagy a Részletek Garanszkij gróf útijegyzeteiből (Otrivki iz putyevih zapiszok grafa Garanszkovo, 1853) című verse. Didaktikus, szatirikus verseinek egy része mára elavult. Egészen más jellegű utolsó éveinek lírája, melynek költeményeit lemondó, elégikus hang jellemzi (Csüggedés, Hamar elragad engem).
Nyekraszov igazi műfaja a poéma volt. Talán legszebb – testvérének, Annának ajánlott – poémája a folklórból szintén sokat merítő Vörösorrú fagy (Moroz, Krasznij nosz, 1863–64), mely magyarul már 1890-ben megjelent (a Magyar Szalonban, Szabó Endre fordításában; később Kormos István fordította le).
Egy másik poémája, az Orosz asszonyok (Russzkije zsenscsini, 1871–72) a száműzött dekabrista férjüket Szibériába elkísérő feleségeknek állít emléket. (A dekabristák sorsával már egy korábbi elbeszélő költeményében is foglalkozott). Ezzel a művel a költő „szintézist akart teremteni poémáinak két iránya: népélet és nemzeti progresszivitás között, az eredmény azonban elmaradt a vállalkozástól.”
A költő legnagyobb, életművét lezáró, befejezetlen alkotása a Ki él boldogan Oroszországban? (Komu na Ruszi zsity horoso?) című poéma. Tervezett több részéből három rész valósult meg; az első 1866-ra készült el, a további kettő csak az 1870-es években. A műben hét paraszt elindul, hogy választ keressen a címben föltett kérdésre. Ez a „vándorlásos” forma lehetővé teszi a paraszti Oroszország panorámájának megteremtését, reális, ironikus és népköltészeti elemek, népi jelenetek és alakok sokaságának szerepeltetését. Igazán elégedett embert nem találnak ugyan, ám az utolsó rész végén felbukkanó figura, Grisa Dobroszklonov [a név jelentése: 'jóra hajló ember'] tragikus alakja „látomás Oroszországról: az orosz nép eljövendő nagyságának romantikus izzású ábrándja.” Azt nem tudni, hogy a költő eredetileg milyen befejezést szánt művének.

## Magyarul
- Unalmas őszi este. Falusi történet a régi időkből; ford. Benedek András; Szikra, Bp., 1947
- Nyekraszov válogatott költeményei; ford. Áprily Lajos et al., bev. Lányi Sarolta; Franklin, Bp., 1950
- Mazáj apó és a nyulak; ford. Lator László; Ifjúsági, Bp., 1953
- A színész. Énekes bohózat; zene Sebestyén András, bev. Hubay Miklós, rendezői utasítás Márkus Éva, jelmez- és díszletterv. Rimanóczi Yvonne; Művelt Nép, Bp., 1953
- Ki él boldogan Oroszországban? Elbeszélő költemény; ford. Áprily Lajos, tan. Héra Zoltán; Új Magyar Kiadó, Bp., 1955 (Orosz remekírók)
- Topogó tábornok; ford. Szegő György; Ifjúsági, Bukarest, 1957
- Ki él boldogan Oroszhonban? Eposz; ford., jegyz. Szegő György, utószó Békési Ágnes; Orosz Könyv–Irodalmi és Művészeti Kiadó, Bukarest, 1959
- Versek, elbeszélő költemények; szerk. Kardos László, Török Endre, Zöldhelyi Zsuzsa, ford. Lator László et al., utószó, jegyz. Fodor András; Európa, Bp., 1962 (Orosz remekírók)
- Nyikolaj Nyekraszov válogatott versei; ford. Áprily Lajos et al., utószó Fodor András; Európa, Bp., 1972